# 三面川
三面川（みおもてがわ）は、新潟県村上市を流れる河川。二級水系の本流。古くは瀬波川といった。鮭の遡上で知られており、古くからの独自の鮭文化は有名である。

## 地理
新潟県と山形県の県境に位置する朝日連峰に源を発し村上市の市街地を流れ日本海に注ぐ。奥三面ダム建設以前は、山中に42戸、人口150人ほどの三面集落があり、その名残として「三面ありき」の石碑が残っている。

## 歴史
江戸時代、鮭漁による運上金が村上藩の収益源となっていた。近世の鮭漁と河川改修についての詳細は青砥武平治#種川の制を参照。
- 1878年：世界で最初の鮭の人工孵化場を設置。
- 1967年（昭和42年）：8.28水害（羽越水害）。

### 「三面」という呼称の由来
日本地名研究所の所長を務めた谷川彰英によると、由来については2つ説がある。1つ目は、戦国期に「三表」と表記されたことから、「水面」転じて「水表」を経て、「三表」「三面」となったとする説である。2つ目は、この地には小池・高橋・伊藤の3つしか苗字がなかったことから「三面」となったという説である。

## 流域の自治体
新潟県
村上市

## 河川施設
- 奥三面ダム（新潟県村上市三面）
- 猿田発電所（新潟県村上市三面）
- 二子島森林公園（新潟県村上市岩崩）
- 三面ダム（新潟県村上市岩崩）
- 三面川中州公園（新潟県村上市村上）
- 村上マリーナ（新潟県村上市瀬波）

## 流域の観光地
- 瀬波温泉
- 朝日スーパーライン
- イヨボヤ会館（新潟県村上市塩町） - 日本初の鮭の博物館。

## その他

### ドキュメンタリー
- 新日本紀行「越後・鮭物語〜新潟県・三面川〜」（1978年、NHK）[5]